# Transmission system operator

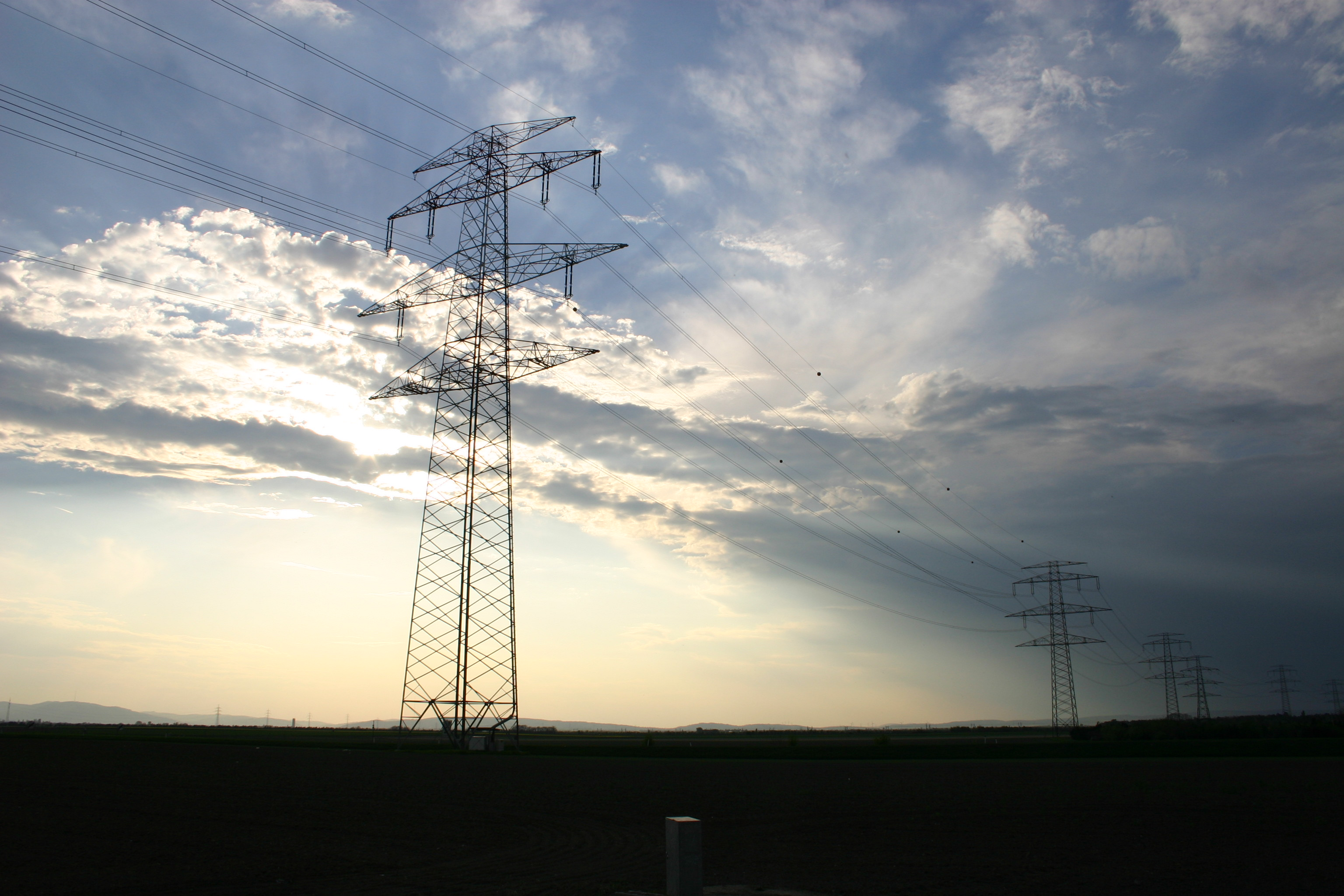
Elektrisk högspänningsledning

Transmission system operator eller TSO är den engelska benämningen på det organ som har systemansvaret för ett transmissionsnät för elektricitet eller naturgas. I Sverige används även termerna stamnätsföretag , när det gäller el, transmissionsnätsföretag och transmissionsnätsoperatör.
I den svenska versionen av elmarknadsdirektivet och direktiv 2009/73/EG av den 13 juli 2009 om gemensamma regler för den inre marknaden för naturgas och om upphävande av direktiv 2003/55/EG (gasmarknadsdirektivet) används uttrycket systemansvarig för överföringssystemet.

## Elektricitet
En TSO är enligt elmarknadsdirektivets definition varje fysisk eller juridisk person som ansvarar för drift och underhåll och, vid behov, utbyggnad av överföringssystemet inom ett visst område och, i tillämpliga fall, dess sammanlänkningar till andra system och för att säkerställa att systemet på lång sikt kan uppfylla rimliga krav på överföring av el. Med överföring (transmission) avses transport av el i sammanlänkade system med högspänningsnät samt nät med extra hög spänning för tillhandahållande till slutförbrukare eller distributörer, men inte leverans. I Sverige har överföringsnätet en spänning på 220 kilovolt eller mer. 

### Sverige
I Sverige fungerade tidigare Svenska Kraftnät och numera Swedegas som TSO för det svenska naturgasnätet. I ellagen används termen "transmissionsnätsföretag", som i lagen definieras som den som har nätkoncession för ledning som ingår i ett transmissionsnät. Ett transmissionsnät är enligt lagen ett tekniskt och driftsmässigt sammanhängande ledningsnät som har en spänning om 220 kilovolt eller mer, sträcker sig över flera regioner i Sverige och länkar samman det nationella elnätet med elnät i andra länder. Ett transmissionsnätsföretag måste vara certifierat för att säkerställa att det är oberoende av företag som producerar eller handlar med el eller naturgas.

### Finland
I Finland fungerar Fingrid som TSO för elnätet och Gasgrid Finland för naturgasnätet.

## Naturgas
En TSO är enligt gasmarknadsdirektivets definition varje fysisk eller juridisk person som bedriver överföringsverksamhet och som ansvarar för drift och underhåll och, vid behov, utbyggnad av överföringssystemet inom ett visst område och, i tillämpliga fall, dess sammanlänkningar till andra system och för att säkerställa att systemet på lång sikt kan uppfylla rimliga krav på gastransporter. Med överföring (transmission) avses transport, vars avsikt är tillhandahållande till kunder, men inte leverans, av naturgas genom ett nät som i huvudsak består av högtrycksrörledningar, undantaget tidigare led i rörledningsnätet och undantaget den del av högtrycksrörledningarna som huvudsakligen används för lokal distribution av naturgas.

### Sverige
I naturgaslagen används termen "transmissionsnätsoperatör", som i lagen definieras som den som bedriver överföring av naturgas i en högtrycksledning eller ett nät som i huvudsak består av högtrycksledningar med undantag för högtrycksledning som huvudsakligen används i samband med lokal distribution av naturgas. Det finns ett särskilt certifieringsförfarande som ska säkerställa att transmissionsnätsoperatören är oberoende av företag som bedriver produktion av eller handel med naturgas eller el. 
I Sverige ägdes transmissionsnätet för naturgas fram till 2011 av två aktörer. Swedegas AB ägde stamledningen, som sträcker sig från Dragör till Trelleborg respektive Stenungsund, medan E.ON Gas Sverige AB ägde ett antal grenledningar. Under 2011 överläts E.ON:s grenledningar för gastransmission till Swedegas, vilket innebär att Swedegas är ensam transmissionsnätsoperatör i Sverige. Swedegas är systembalansansvarig för det västsvenska naturgassystemet, vilket betyder att bolaget har det övergripande ansvaret för att balansen kortsiktigt upprätthålls mellan inmatning och uttag av naturgas i det naturgassystemet.